# Вілмар (Міннесота)
Вілмар (англ. Willmar) — місто (англ. city) в США, в окрузі Кендійогі штату Міннесота. Населення — 21 015 осіб (2020).

## Географія
Вілмар розташований за координатами 45°7′22″ пн. ш. 95°3′21″ зх. д. / 45.12278° пн. ш. 95.05583° зх. д. (45.122675, -95.055865).  За даними Бюро перепису населення США в 2010 році місто мало площу 41,32 км², з яких 36,66 км² — суходіл та 4,66 км² — водойми.

## Демографія
Згідно з переписом 2010 року, у місті мешкало 19 610 осіб у 7677 домогосподарствах у складі 4538 родин. Густота населення становила 475 осіб/км².  Було 8123 помешкання (197/км²).
Расовий склад населення:
| - 86,9 % — білих - 4,8 % — чорних або афроамериканців - 0,6 % — азіатів - 0,5 % — корінних американців - 0,1 % — вихідців з тихоокеанських островів - 5,4 % — осіб інших рас |

До двох чи більше рас належало 1,8 %. Частка іспаномовних становила 20,9 % від усіх жителів.
За віковим діапазоном населення розподілялося таким чином: 25,2 % — особи молодші 18 років, 59,0 % — особи у віці 18—64 років, 15,8 % — особи у віці 65 років та старші. Медіана віку мешканця становила 33,8 року. На 100 осіб жіночої статі у місті припадало 95,3 чоловіків;  на 100 жінок у віці від 18 років та старших — 92,1 чоловіків також старших 18 років.
Середній дохід на одне домашнє господарство  становив 55 343 долари США (медіана — 42 250), а середній дохід на одну сім'ю — 69 069 доларів (медіана — 54 885). Медіана доходів становила 39 324 долари для чоловіків та 31 250 доларів для жінок. За межею бідності перебувало 18,2 % осіб, у тому числі 26,6 % дітей у віці до 18 років та 6,2 % осіб у віці 65 років та старших.
Цивільне працевлаштоване населення становило 9727 осіб. Основні галузі зайнятості: освіта, охорона здоров'я та соціальна допомога — 26,1 %, виробництво — 18,1 %, роздрібна торгівля — 10,5 %, мистецтво, розваги та відпочинок — 8,1 %.